# Empire Airlines

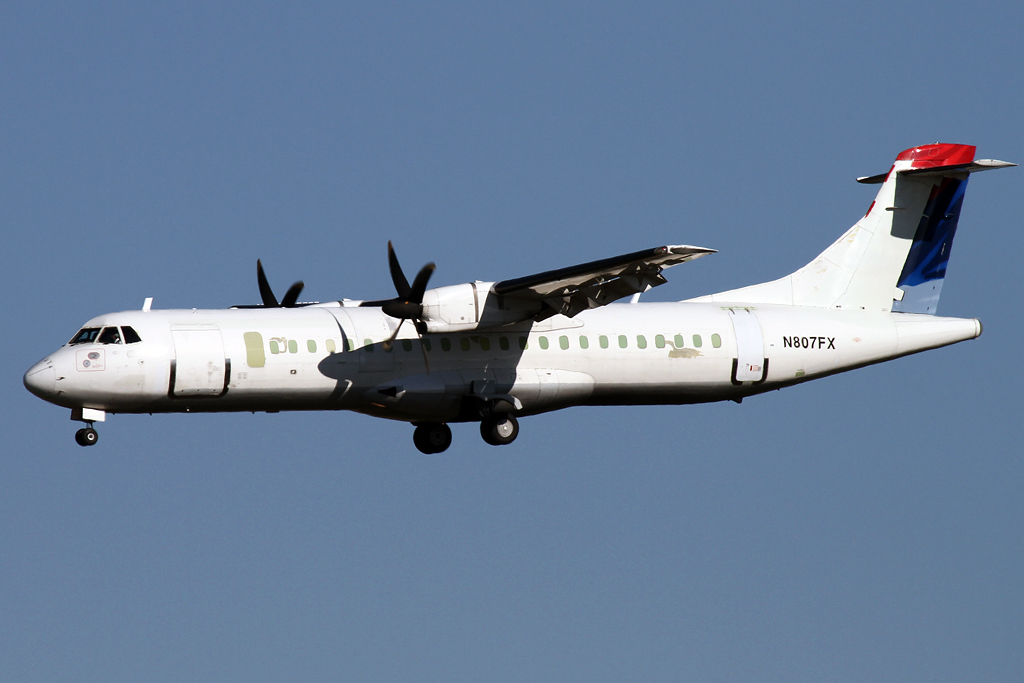
ATR 72 der Empire Airlines

Empire Airlines ist eine US-amerikanische Fluggesellschaft mit Sitz in Hayden im US-Bundesstaat Idaho.

## Geschichte
Empire Airlines wurde 1977 unter dem Namen Clearwater Flying Service gegründet. Nachdem das Unternehmen im Jahr 1980 die Gesellschaft West Air und ein Jahr darauf die Executive Aviation aufgekauft hatte, wurde der Name in Empire Airways geändert. Zu dieser Zeit setzte die Gesellschaft unter anderem Cessna 207 im Auftrag von Federal Express auf Frachtflügen ein. Im Jahr 1989 übernahm die Gesellschaft die Pacific Alaska Airlines. Im Jahr 1990 änderte das Unternehmen seinen Namen in Empire Airlines.

## Flugziele
Empire Airlines betrieb Passagier-Linienflüge ausschließlich auf Hawaii und regelmäßige Frachtflüge, insbesondere im Nordosten von Amerika. Das einzige internationale Flugziel ist Vancouver in Kanada für Frachtgüter. Empire beendete ihre Flüge nach Lanai und Molokai, das „Ohana by Hawaiian-Service“ wurde am 14. Januar 2021 zum letzten Mal geflogen.

## Flotte

### Aktuelle Flotte
Mit Stand November 2023 besteht die Flotte der Empire Airlines aus 22 Flugzeugen mit einem Durchschnittsalter von 22,2 Jahren:
| Flugzeugtyp           | Anzahl | bestellt | Anmerkungen                                    | Durchschnittsalter (Juni 2022) |
| --------------------- | ------ | -------- | ---------------------------------------------- | ------------------------------ |
| ATR 42-300F           | 08     |          | zwei inaktiv; für FedEx betrieben              | 33,1 Jahre                     |
| ATR 72-200F           | 08     |          | 4 für FedEx, 4 für Hawaiian Airlines betrieben | 24,4 Jahre                     |
| ATR 72-600F           | 01     |          | für FedEx                                      | 1,4 Jahre                      |
| Cessna 408 SkyCourier | 05     |          | für FedEx betrieben                            | 0,9 Jahre                      |
| Gesamt                | 22     |          |                                                |                                |

### Ehemalige Flugzeugtypen
- ATR 42-500
- Cessna 207
- Cessna 208

## Zwischenfälle

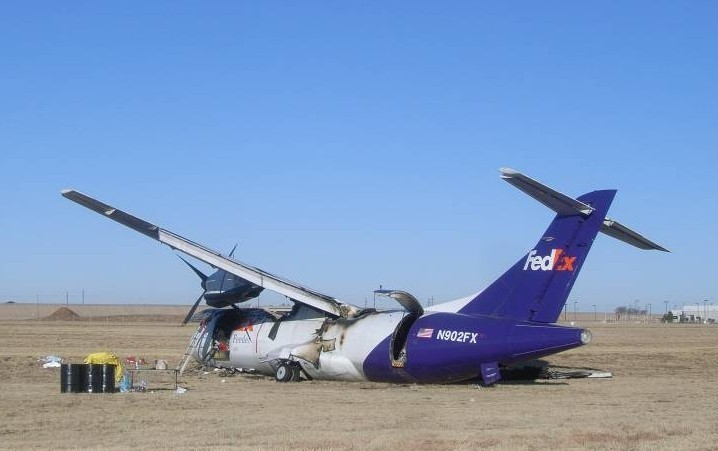
Wrack der ATR 42 vom Januar 2009

Empire Airlines verzeichnete in ihrer Geschichte fünf Zwischenfälle (alle während Flügen im Auftrag von FedEx), davon zwei mit Todesopfern:
- Am 11. Januar 1995 verunglückte eine Cessna 208B unterwegs vom Flagstaff Pulliam Airport zum Phoenix Sky Harbor International Airport kurz nach dem Start wegen eines Pilotenfehlers. Der Pilot kam dabei ums Leben.[7]

- Am 9. Oktober 2000 verunglückte eine Cessna 208B unterwegs vom Flughafen Bellingham zum Orcas Island Flugplatz auf der Lummi Insel. Der Pilot kam dabei ums Leben.[8]

- Am 27. Januar 2009 schlug eine ATR-42-320-Frachtmaschine der Empire Airlines im Auftrag von Federal Express (N902FX) auf dem Flughafen Lubbock vor dem Aufsetzpunkt auf und rutschte von der Landebahn (Flug 8284). Durch ein kleineres Feuer wurden die beiden Piloten leicht verletzt. Trotz des Ausfalls der Landeklappen, wiederholter Warnungen vor Strömungsabriss sowie „pull up!“-Warnungen setzte der Kapitän den Anflug fort, statt wie vorgeschrieben sofort Vollgas zu geben. Nach der letzten Warnung kam es zum Strömungsabriss, die Maschine schlug mit extrem hoher Sinkgeschwindigkeit von 2000 Fuß pro Minute auf dem Boden auf und wurde irreparabel beschädigt.[9]